# Kathedrale von Tulle

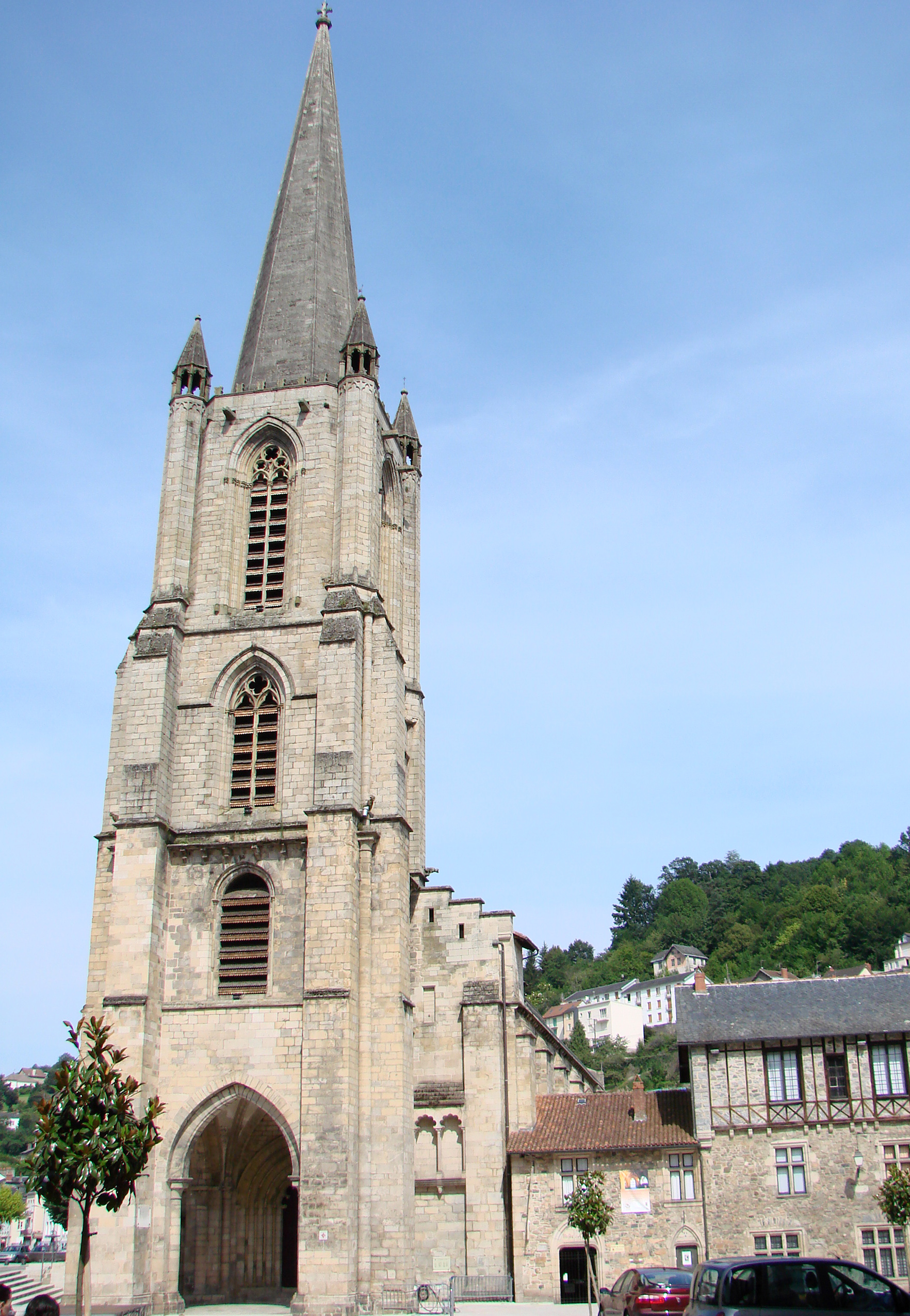
Turm der Kathedrale von Tulle mit Helmspitze

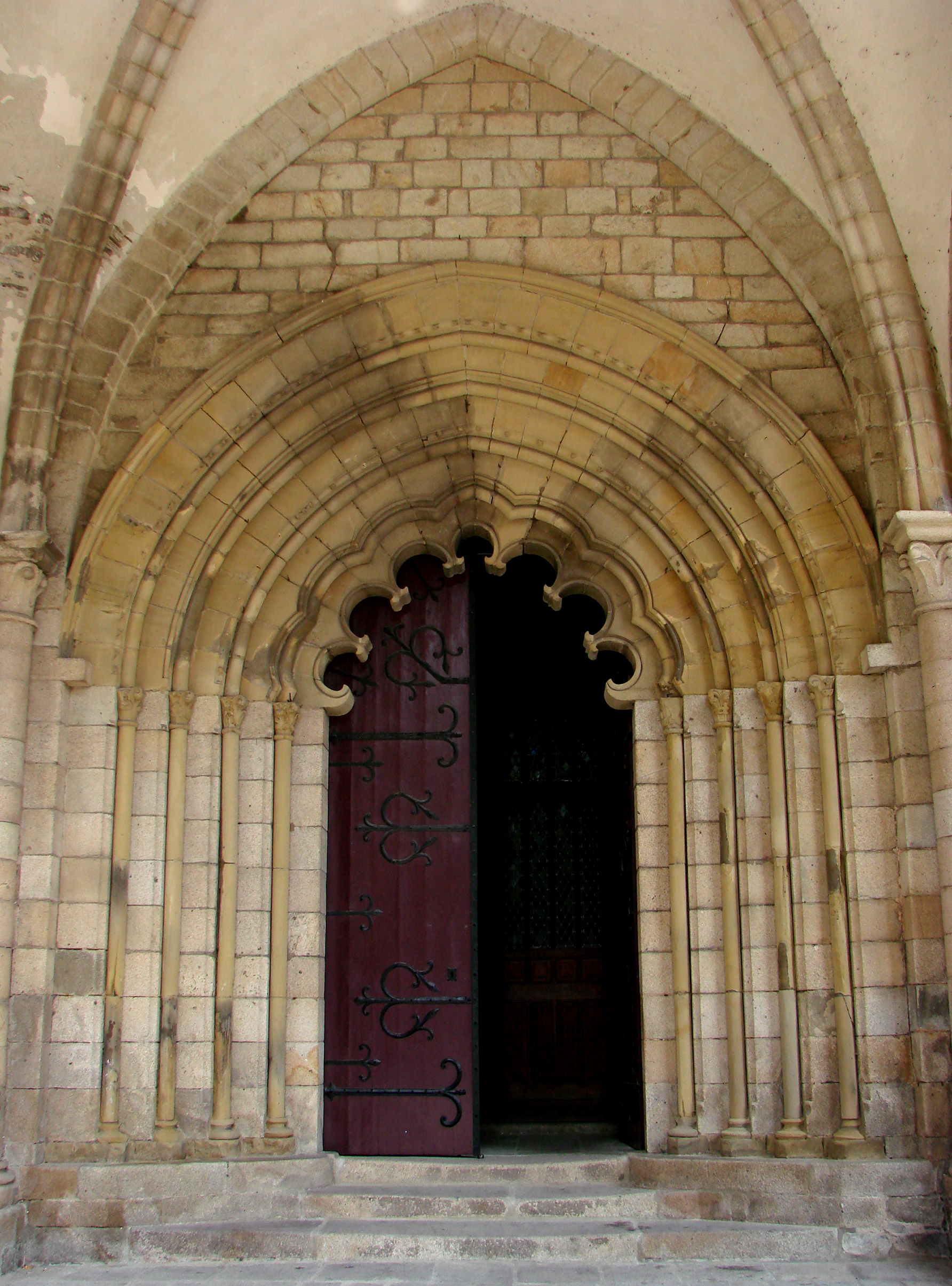
Spätromanisches Stufenportal mit Vielpassbogen

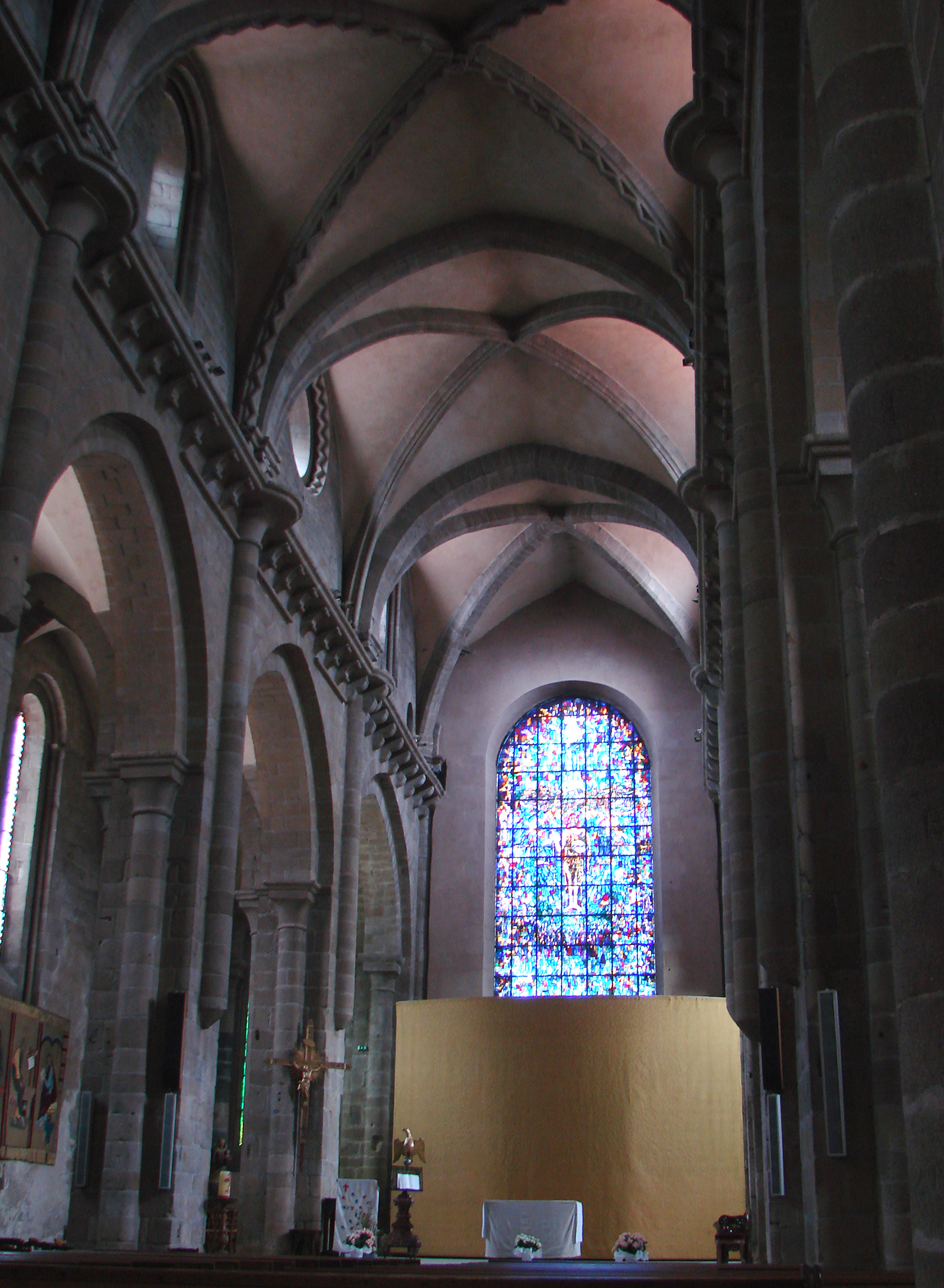
Im Aufbau zweigeschossiges Kirchenschiff mit Fastentuch

Die ursprünglich dem heiligen Martin von Tours und später auch der Jungfrau Maria (französisch Notre Dame) geweihte Kathedrale von Tulle ist die Bischofskirche des im Jahr 1317 vom in Avignon residierenden Papst Johannes XXII. begründeten Bistums Tulle. Sie ist seit dem Jahr 1862 als Monument historique anerkannt.

## Lage
Die Kathedrale von Tulle liegt auf dem Westufer des Flusses Corrèze auf einer Höhe von ca. 325 m.

## Geschichte
Die Kathedrale ging aus einem im 7. Jahrhundert gegründeten Kloster hervor, dessen im Jahr 846 von den Normannen zerstörten Kirche in der zweiten Hälfte des 9. Jahrhunderts wiederaufgebaut wurde. Im 11. Jahrhundert prosperierte die Abtei, so dass im Jahr 1103 mit einem Neubau begonnen wurde, dessen Fertigstellung jedoch bis ins 14./15. Jahrhundert andauerte. Während der Französischen Revolution diente die Kirche dem Kult des höchsten Wesens. Im Jahr 1796 stürzte die Vierungskuppel ein und beschädigte Teile des Chors und des Querhauses; diese Teile wurden durch eine Mauer abgetrennt. Im Jahr 1805 wurde der Bau wieder der katholischen Kirche zurückgegeben. Im 19. Jahrhundert wurden die beschädigten Teile wiederaufgebaut und die Kirche mitsamt ihrem Kreuzgang grundlegend restauriert.

## Architektur

### Kirche
Von der romanischen Abteikirche des 12. Jahrhunderts sind noch das in einem inneren Vielpassbogen abschließende Archivoltenportal und der Kapitelsaal des Kreuzgangs (cloître) erhalten. Das dreischiffige Innere der im Wesentlichen gotischen Kirche ist basilikal aufgebaut, wobei das rippengewölbte Mittelschiff nur zweigeschossig gestaltet ist; die Seitenschiffe sind kreuzgratgewölbt. Nahezu alle Fenster der Kirche haben kein Maßwerk. Die Apsis hat einen quadratischen Grundriss.

### Glockenturm
Das Erdgeschoss des insgesamt ca. 75 Meter hohen Glockenturms (clocher) stammt ebenfalls aus dem 12. Jahrhundert. Die drei Obergeschosse und der von vier kleinen Laternentürmchen begleitete geschlossene Spitzhelm sind – wie die unterschiedlichen Fensterfüllungen nahelegen – sukzessive im 14. und 15. Jahrhundert entstanden.

### Kreuzgang
Der heute als Museum genutzte zweigeschossige Kreuzgang geht ebenfalls auf die Abtei zurück, wenngleich er auch später von den Chorherren genutzt wurde. Beeindruckend ist der Kapitelsaal mit seinen beiden quadratischen achtteiligen Bündelpfeilern und seinem zickzackartig ornamentierten Mittelgewölbe.

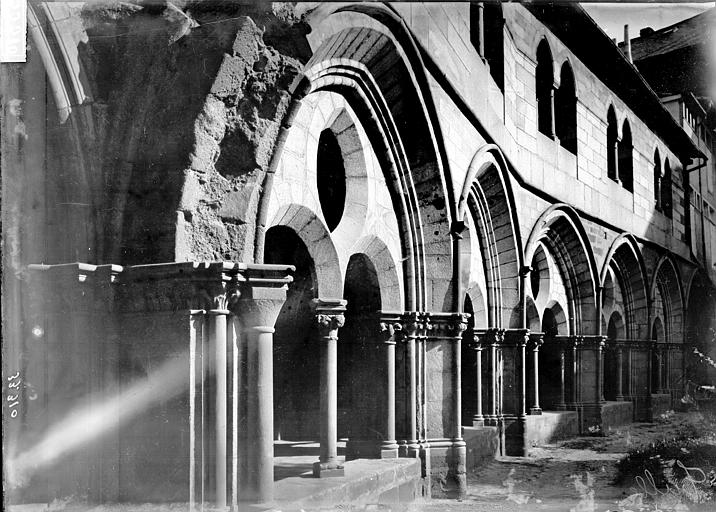
Der Kreuzgang auf Fotos von 1885
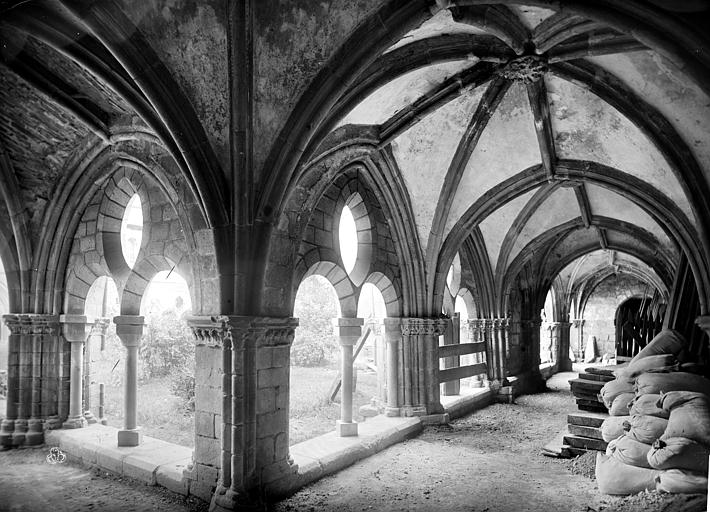
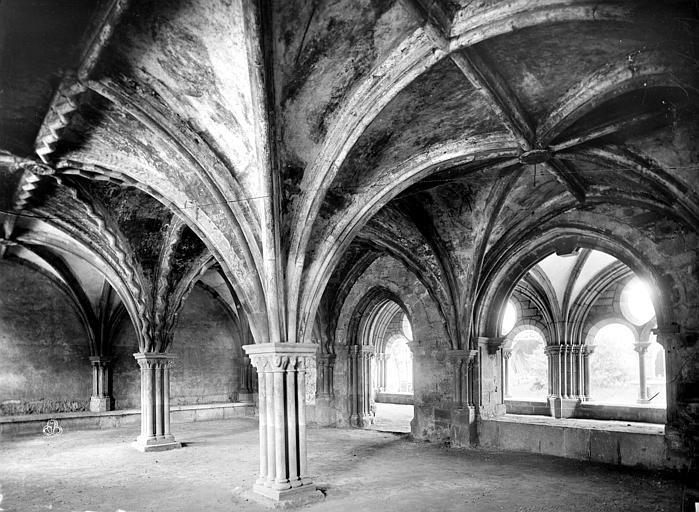
Kapitelsaal
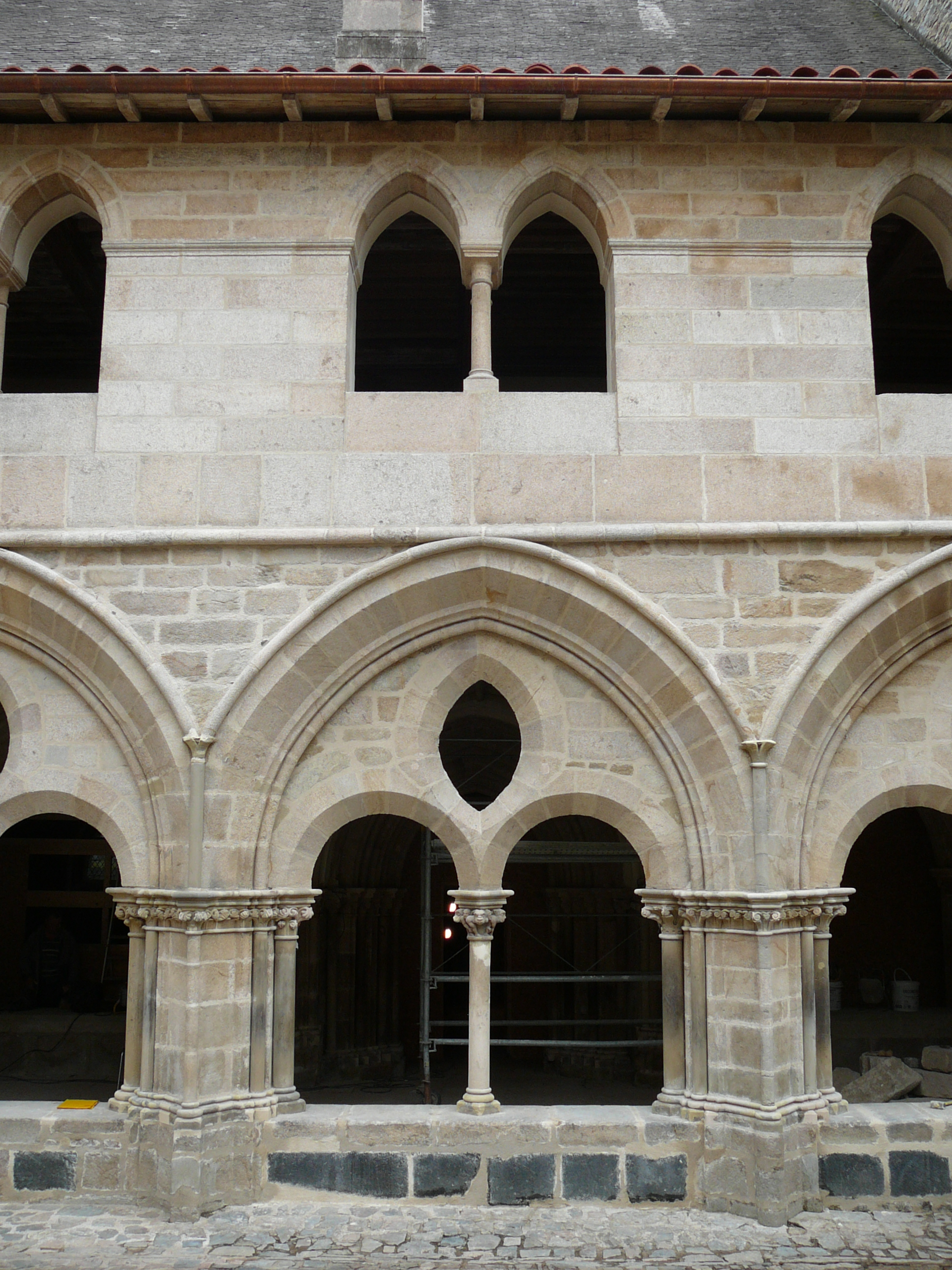
Der Kreuzgang auf einem Foto von 2011

## Ausstattung
Zur Ausstattung der Kathedrale gehören zahlreiche Sakralgegenstände sowie Gemälde und Statuen.
Die Orgel wurde 1975 von dem Orgelbauer Haerpfer & Erman mit 44 Registern auf drei Manualwerken und Pedal erbaut.
| I Positif de Dos C–g3 |         |
| Salicional            | 08′     |
| Bourdon               | 08′     |
| Prestant              | 04′     |
| Flûte                 | 04′     |
| Nazard                | 02 ⁄3′  |
| Doublette             | 02′     |
| Tierce                | 01 3⁄5′ |
| Larigot               | 01 ⁄3′  |
| Plein jeu IV-V        |         |
| Cromorne              | 08′     |

| II Grand Orgue C–g3 |     |
| Montre              | 16′ |
| Bourdon             | 16′ |
| Montre              | 08′ |
| Bourdon             | 08′ |
| Flûte harmonique    | 08′ |
| Viole               | 08′ |
| Prestant            | 04′ |
| Doublette           | 02′ |
| Fourniture II-VI    |     |
| Plein jeu V         |     |
| Cornet V            |     |
| Bombarde            | 16′ |
| Trompette           | 08′ |
| Clairon             | 04′ |

| III Récit expressif C–g3 |        |
| Quintaton                | 16′    |
| Flûte traversière        | 08′    |
| Viole de Gambe           | 08′    |
| Voix céleste             | 08′    |
| Flûte octaviante         | 04′    |
| Quinte                   | 02 ⁄3′ |
| Octavin                  | 02′    |
| Cornet V                 |        |
| Trompette                | 08′    |
| Basson-Hautbois          | 08′    |
| Voix humaine             | 08′    |
| Clairon                  | 04′    |
| Tremblant                |        |

| Pédale C–f1 |     |
| Soubasse    | 32′ |
| Flûte       | 16′ |
| Soubasse    | 16′ |
| Flûte       | 08′ |
| Flûte       | 04′ |
| Bombarde    | 16′ |
| Trompette   | 08′ |
| Clairon     | 04′ |

- Koppeln: I/II, III/II, II/I, I/P, II/P, III/P